# Topeka (Kansas)
Topeka is de hoofdstad van de Amerikaanse staat Kansas en hoofdplaats van Shawnee County. In 2000 had de stad 122.377 en de agglomeratie 224.551 inwoners. Topeka is na Wichita, Overland Park en Kansas City de vierde stad van de staat Kansas.

## Geschiedenis
In 1854 werd Topeka gesticht op de locatie van een veerdienst over de rivier de Kansas, 95 kilometer ten westen van Kansas City. In 1859 werd begonnen met de aanleg van een spoorverbinding tussen Topeka en Santa Fe. Hoewel het einddoel Santa Fe niet echt werd bereikt – het was namelijk eenvoudiger de lijn door het zuidelijker gelegen Lamy aan te leggen dan via het door heuvels omringde Santa Fe – groeide de Atchison, Topeka & Santa Fe Railway uit tot een grote spoorwegmaatschappij. Nadat Kansas in 1861 een staat van de Verenigde Staten werd, werd Topeka gekozen als hoofdstad.
In 1951 werd het schoolbestuur van Topeka aangeklaagd door de ACLU, in naam van de zwarte scholiere Linda Brown, die anderhalve kilometer naar haar school moest lopen, terwijl zich een paar straten verderop een blanke school bevond. De zaak Brown v. Board of Education maakte uiteindelijk een einde aan de rassenscheiding in het Amerikaanse onderwijs.
Op 8 juni 1966 veroorzaakte een F5 tornado een schade van meer dan 100 miljoen dollar, waarmee het een van de meest kostbare tornado's in de Amerikaanse geschiedenis is.

## Demografie
Van de bevolking is 15,1 % ouder dan 65 jaar en ze bestaat voor 35 % uit eenpersoonshuishoudens. De werkloosheid bedraagt 4,4 % (cijfers volkstelling 2000).
Ongeveer 8,9 % van de bevolking van Topeka bestaat uit hispanics en latino's, 11,7 % is van Afrikaanse oorsprong en 1,1 % van Aziatische oorsprong.
Het aantal inwoners steeg van 120.847 in 1990 naar 122.377 in 2000.

## Klimaat
In januari is de gemiddelde temperatuur -2,9 °C, in juli is dat 25,8 °C. Jaarlijks valt er gemiddeld 894,8 mm neerslag (gegevens op basis van de meetperiode 1961-1990).

## Trivia
- De US Navy heeft drie schepen USS Topeka genoemd ter ere van de stad.
- In 1865 werd de Washburn-universiteit gesticht, waar o.a. Bob Dole is afgestudeerd.
- De controversiële religieuze organisatie Westboro Baptist Church is gevestigd in Topeka.

## Plaatsen in de nabije omgeving
De onderstaande figuur toont nabijgelegen plaatsen in een straal van 24 km rond Topeka.

## Bekende inwoners van Topeka

### Geboren
- Charles Curtis (1860-1936), vicepresident van de Verenigde Staten, senator en advocaat
- Perry George Lowery (1869-1942), componist, dirigent, kornettist en circusmuzikant van Afro-Amerikaanse afkomst
- Gatemouth Moore (1913-2004), blues- en gospelzanger, componist en dominee
- Gwendolyn Brooks (1917-2000), dichteres en schrijfster
- Pat Roberts (1936), senator voor Kansas
- Linda Brown (1943-2018), burgerrechtenactiviste
- Kerry Livgren (1949), gitarist en toetsenist (Kansas)
- Roscoe Born (1950), acteur
- Jayne Houdyshell (1953), actrice
- Annette Bening (1958), actrice
- Nathan Phelps (1958), Amerikaans-Canadese auteur, homorechtenactivist, en spreker over religie en kindermisbruik
- Katrina Leskanich (1960), zangeres (Katrina and The Waves)
- Travis Schuldt (1974), acteur
- Gary Woodland (1984), golfer

### Overleden
- Joseph Henry Ott (1929-1990), componist, muziekpedagoog en trompettist
- Fred Phelps (1929-2014), predikant